# Бистшиця (притока Одри)
Бистшиця (пол. Bystrzyca) — річка в південно-західній Польщі, в Нижньосілезькому воєводстві, ліва притока річки Одри. Місце витоку — біля гори Лещинєц, на висоті 630 метрів над рівнем моря, гирло — у Вроцлаві, на висоті близько 105 метрів над рівнем моря.
Довжина Бистриці 95,2 км. Площа басейну 1768 км 2. У нижній її течії створений національний парк Долина Бистшиці. Річка перетинає 2 невеликих озера: Лубашовське і Сілезьке.
На річці Бистшиця розташовані міста: Вроцлав, Свідниця, Ґлушиця, Єдліна-Здруй і Конти-Вроцлавські.
Притоки Бистшиці:
- Пілава
- Чарна-вода
- Стжегомка
- Вітошувка
- Млинувка
- Валімка
- Касажевка
- Ленкавіця
- Подольшина
- Рогозувка
- Ринька
- Стаблувка
- Станувка